# Olcanabates flavidulus
Olcanabates flavidulus är en tvåvingeart som först beskrevs av Malloch 1913.  Olcanabates flavidulus ingår i släktet Olcanabates och familjen fritflugor. Inga underarter finns listade i Catalogue of Life.